# Filialkirche Ketzelsdorf

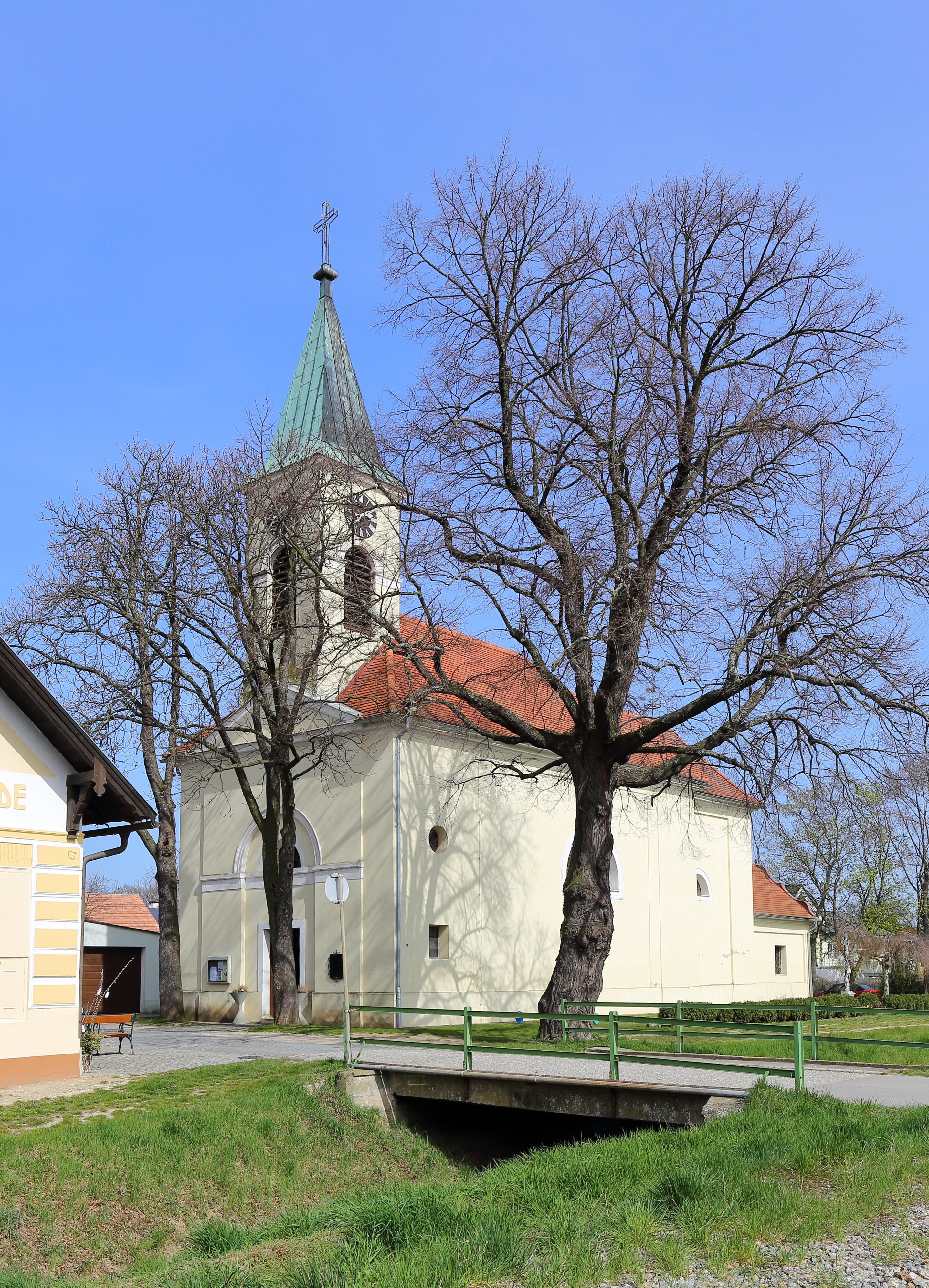
Filialkirche Ketzelsdorf

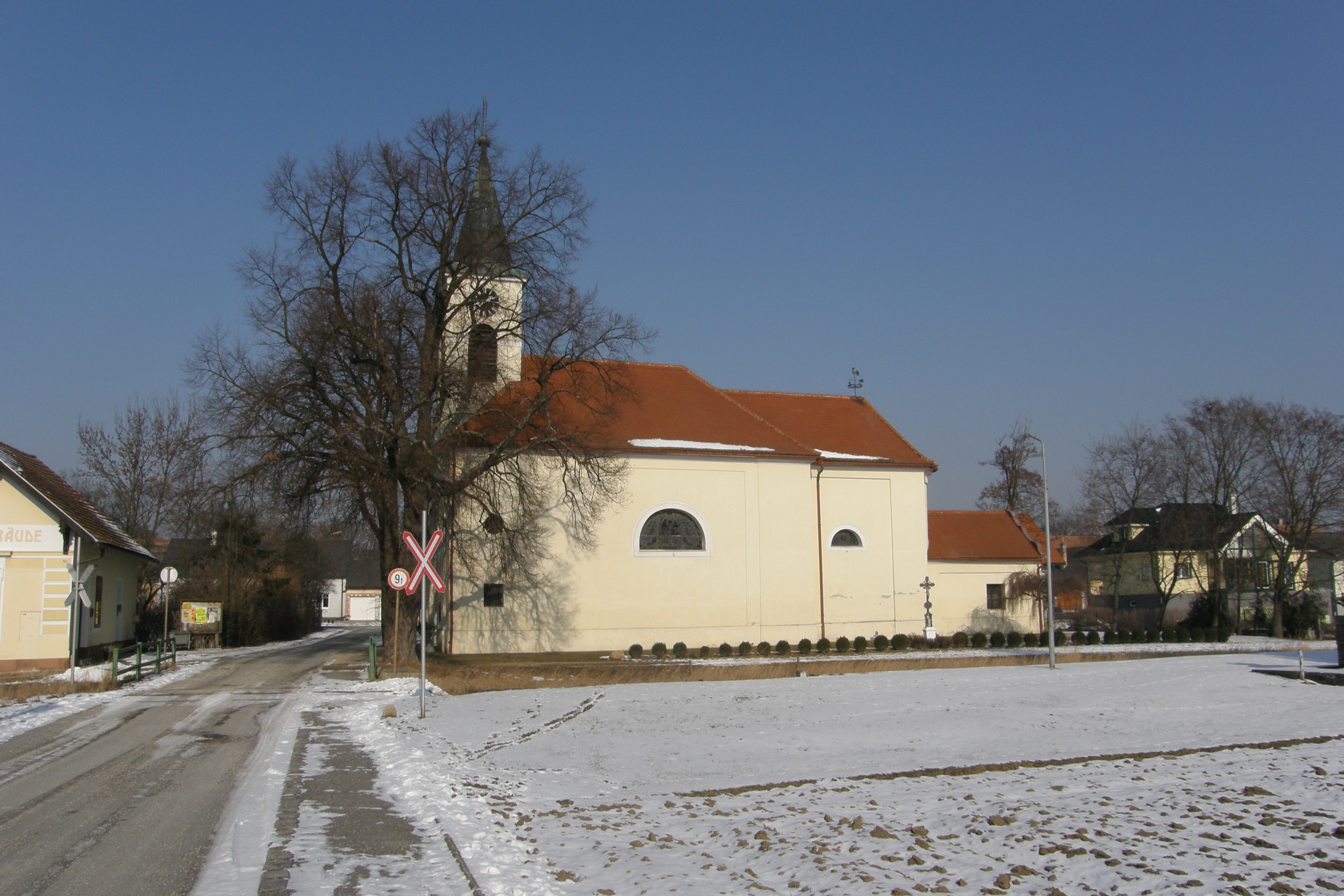
Ostansicht der Filialkirche

Die Filialkirche Ketzelsdorf ist eine römisch-katholische Kirche in der Mitte des Angers von Ketzelsdorf in Niederösterreich. Sie steht unter dem Patrozinium des Heiligen Johannes Nepomuk und gehört als Filiale von Walterskirchen zum Dekanat Poysdorf. Die Kirche steht unter Denkmalschutz (Listeneintrag).

## Geschichte
Ab 1635 gab es in Ketzelsdorf eine Kapelle, die im letzten Viertel des 18. Jahrhunderts um einen Chor und eine Sakristei erweitert wurde. Im Bestreben, eine eigene Pfarre zu errichten, wurde die alte Kapelle 1838 unter Beibehaltung der Anbauten durch einen Kirchenbau mit neuem Langhaus und Turmfassade ersetzt. Zur Pfarrerhebung kam es dennoch nicht.

## Äußeres

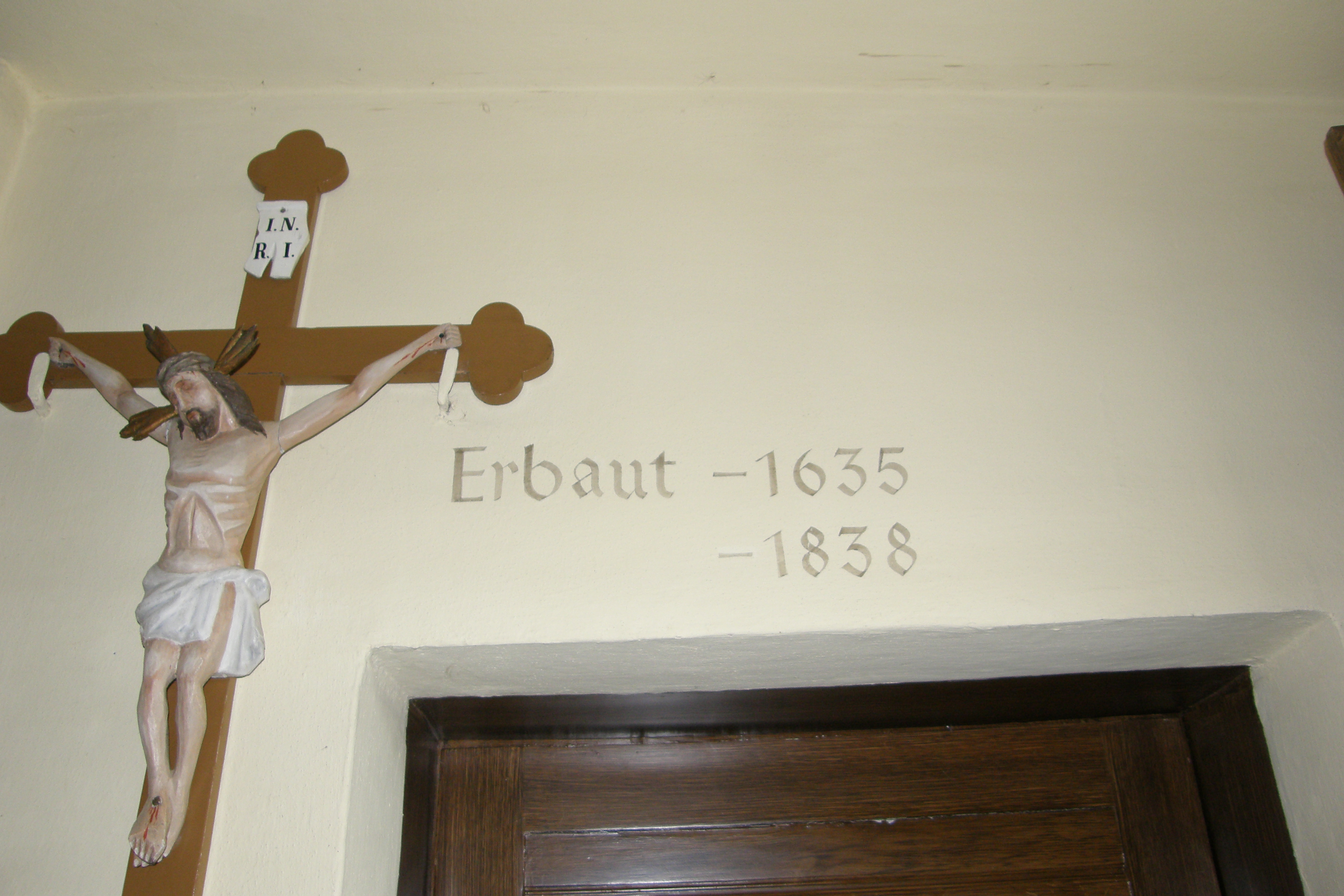
Inschrift

Das Langhaus und der Chor der schlichten Kirche sind einheitlich verputzt. An der Westseite liegt ein leicht vorgezogener Mittelteil mit Dreieckgiebel und eingestelltem Turm mit Zeltdach. Über dem Rechteckportal befindet sich ein rundbogiger Blendgiebel. Langhaus und Chor sind von Lünettenfenstern durchbrochen. Die niedrige Sakristei hat einen geschwungenen Giebel.

## Inneres
Das Innere des Langhauses verfügt über ein Kreuzgratgewölbe über Gurtbögen. Die Empore erhebt sich im Westen über einer Flachdecke. Der einjochige Chor, der älter ist als der Rest der Kirche, hat ein Platzlgewölbe auf Wandpfeilern und ein durchgehend verkröpftes Gesims. In der segmentbogenförmigen Apsiswand gibt es einen Verbindungsgang zur platzlgewölbten Sakristei.

## Ausstattung
Der Hochaltar aus der ersten Hälfte des 19. Jahrhunderts, mit hoher Sockelzone und eingestellter Mensa, verfügt über je ein vorgestelltes Säulenpaar mit Gebälk und ein mit 1947 bezeichnetes Ölbild des Heiligen Johannes Nepomuk. Die Kanzel stammt aus dem 19. Jahrhundert. Die Orgel wurde 1909 von Johann M. Kaufmann angefertigt. Die Glocke ist mit 1635 bezeichnet. Die übrige Ausstattung stammt aus dem 19. und 20. Jahrhundert.